# Шипанес, Эйстайн
Эйстайн Шипанес (фар. Eyðstein Skipanes; род. 13 августа 1976 года в Рунавуйке, Фарерские острова) — фарерский футболист и менеджер. В настоящее время является спортивным директором клуба «НСИ».

## Клубная карьера
Эйстайн — воспитанник «НСИ» из родного Рунавуйка. 30 марта 1993 года он дебютировал за «пчёл» в матче кубка Фарерских островов против клуба «МБ». Через 11 дней Эйстайн провёл свою первую игру в первом дивизионе, это была встреча с «Б68 II». Всего в своём дебютном сезоне на взрослом уровне он принял участие в 2 матчах. Следующие 2 сезона «НСИ» выступал в премьер-лиге, а Эйстайн был игроком резерва команды. Его дебют в высшем фарерском дивизионе состоялся 14 апреля 1994 года в матче против «ИФ». По итогам сезона-1995 «НСИ» опустился в первую лигу. В 1996 году Эйстайн стал твёрдым игроком основы «пчёл» и внёс серьёзный вклад в их быстрое возвращение в класс сильнейших, забив 4 гола в 17 матчах. Эйстайн был одним из лидеров «НСИ» на протяжении 3 сезонов с момента возвращения клуба в премьер-лигу. В июле 1999 года он был арендован исландским клубом «Лейфтур», но не провёл за него ни одной игры и в августе вернулся в родной клуб.
В 2000 году Эйстайн перебрался из «НСИ» в тофтирский «Б68» и принял участие в 17 матчах сезона. Затем он взял трёхлетнюю паузу в карьере. Эйстайн вернулся в футбол в 2003 году, сыграв в 8 матчах первой половины сезона-2003 за резервную команду «НСИ». Летом 2003 года состоялось его возвращение в «Б68», за который он сыграл 6 игр заключительной стадии чемпионата. В 2004 году Эйстайн дебютировал в еврокубках: 15 июля он отыграл первый матч квалификации с латвийским «Вентспилсом», а 29 июля принял участие в ответной встрече. Эйстайн также принял участие в 14 встречах фарерского первенства того сезона, отметившись 2 забитыми голами. По его итогам «Б68» покинул премьер-лигу, но полузащитник остался в команде и помог ей вернуться обратно, сыграв в 16 матчах первой лиги и забив 2 мяча.
В 2006 году Эйстайн вернулся в родной «НСИ». Он провёл в клубе 5 сезонов, но не пригодился первой команде, сыграв за неё всего 1 матч. В 2010 году Эйстайн провёл свою последнюю игру за «НСИ II» и принял решение закончить свою футбольную карьеру.

## Международная карьера
В 1992 году Эйстайн сыграл 4 матча за юношескую сборную Фарерских островов до 17 лет. В 1994 году он был членом юношеской сборной Фарерских островов до 19 лет, приняв участие в 2 встречах.

## Достижения
«НСИ Рунавик»
- Победитель первого дивизиона (2): 1993, 1996

«Б68»
- Победитель первого дивизиона: 2005

## После завершения карьеры
Закончив карьеру игрока, Эйстайн стал спортивным директором родного «НСИ». В 2018 году он принял активное участие в переходе защитника Оддура Хёйгора из «ЭБ/Стреймур» в «НСИ». В 2021 году он руководил масштабной перестройкой своей команды. По её итогам стан «пчёл» покинули 5 футболистов, а на их место пришли 9 игроков, включая 4 воспитанников из «НСИ II».